# Мољковића чесма
Мољковића чесма се налази у засеоку Дабишевац у Кремнима, на путу Ужице—Вишеград, представља непокретно културно добро као споменик културе.
Чесма се налази преко пута Мољковића хана, саграђена је априла 1858. године, радове је извео каменорезац Радослав Чикирез из Драгачева. Чесма је од клесаног камена, дужине 4,5 метра, са две цеви у полукружним аркадним удубљењима-нишама. Читав простор је био ограђен каменом оградом, квадратне основе (7x7m), али је већом мером запуштен. 
Последњи пут чесму је, 1939. године, обновио Централни хигијенски завод Краљевине Југославије. Том приликом је у десном углу ограђеног простора уграђен римски споменик, пронађен у близини.